# Neophron percnopterus
Il capovaccaio (Neophron percnopterus Linnaeus, 1758) è l'unica specie del genere Neophron Savigny, 1809, è un piccolo avvoltoio del Vecchio Mondo. Occupa un'area molto vasta dall'Europa sud-occidentale e dall'Africa settentrionale fino all'India. La colorazione contrastante del sottoala e la coda a forma di cuneo lo rendono inconfondibile in volo o quando si lascia sollevare dalle correnti termiche nei momenti più caldi del giorno. Si nutre soprattutto di carogne, ma è opportunista e può anche catturare piccoli mammiferi, uccelli e rettili.
Mangia inoltre le uova di altri uccelli, e rompe le più grosse scagliando loro addosso grandi ciottoli. Utilizza anche rametti per arrotolare ciuffi di lana usati per la costruzione del nido, rappresentando così l'esempio di impiego degli utensili, raro negli uccelli. I capovaccai che nidificano nelle regioni temperate migrano a sud in inverno, mentre le popolazioni tropicali sono relativamente sedentarie. Il numero di esemplari è diminuito nel corso del XX secolo, e alcune popolazioni insulari sono minacciate dalla caccia, dagli avvelenamenti accidentali e dalla collisione con i cavi elettrici.

## Tassonomia e sistematica
Il genere Neophron comprende un'unica specie. Alcune specie preistoriche del Neogene del Nordamerica classificate nel genere Neophrontops (nome che significa «simile a Neophron») si ritiene siano state molto simili a questo avvoltoio nello stile di vita, ma le relazioni genetiche intercorrenti con esso sono incerte. Il genere Neophron è considerato il ramo più antico dell'albero evolutivo degli avvoltoi. Assieme al suo parente più stretto, il gipeto (Gypaetus barbatus), viene classificato in una sottofamiglia a parte, quella dei Gipetini (Gypaetinae). Gli studiosi riconoscono tre sottospecie di capovaccaio, ma la separazione tra esse non è sempre netta a causa degli spostamenti e dei mescolamenti delle popolazioni.

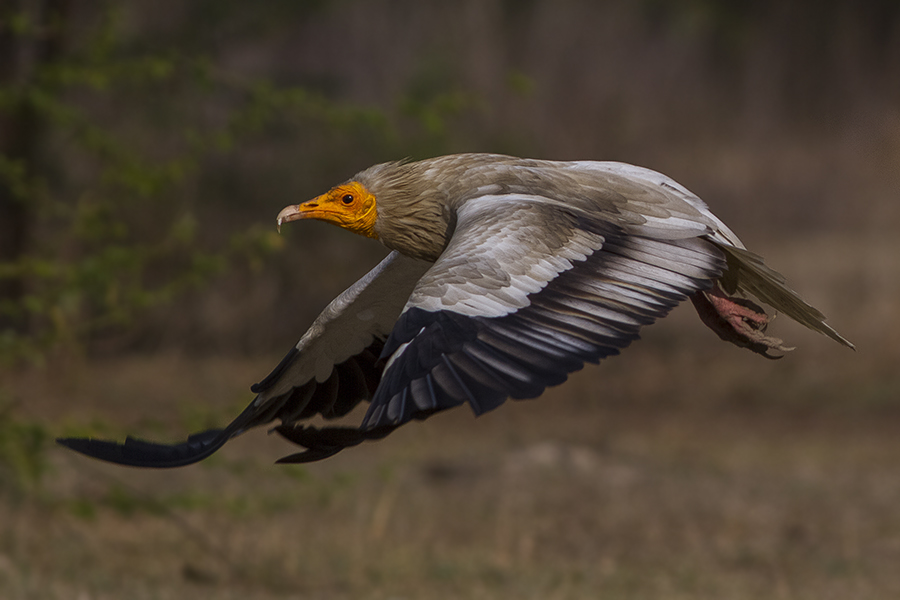
N. p. ginginianus in volo, India.

La sottospecie nominale, N. p. percnopterus, occupa l'areale maggiore, che comprende Europa meridionale, Africa settentrionale, Medio Oriente, Asia centrale e India nord-occidentale. Le popolazioni si riproducono nella zona temperata e migrano a sud durante l'inverno. Ha il becco color grigio scuro.
Il subcontinente indiano è dimora della sottospecie N. p. ginginianus, la più piccola delle tre, riconoscibile per il becco giallo chiaro. Prende il nome dalla città di Gingee, nell'India meridionale, dove l'esploratore francese Pierre Sonnerat la descrisse per la prima volta come le vautour de Gingi. Ricevette il nome latino da John Latham nel suo Index Ornithologicus (1790).
Una piccola popolazione presente solamente nelle isole Canarie orientali si è rivelata geneticamente distinta ed è stata identificata come una nuova sottospecie, N. p. majorensis, nel 2002. Nota localmente come guirre, è geneticamente distante da N. p. percnopterus, addirittura molto più di quanto N. p. ginginianus non lo sia da N. p. percnopterus. Diversamente dalle popolazioni presenti in Africa ed Europa meridionale, non ha abitudini migratorie e ha dimensioni considerevolmente più grandi.
Il nome majorensis deriva da «Majorata», l'antico nome di Fuerteventura, chiamata così dagli spagnoli nel XV secolo per i «Majos», la principale tribù di nativi guanci. Uno studio del 2010 suggerisce che la specie vi si sia stabilita circa 2500 anni fa, quando l'isola venne colonizzata per la prima volta dall'uomo.
Nel 1902 Nikolai Zarudny e Härms descrissero la sottospecie N. p. rubripersonatus, presente nel Belucistan. Avrebbe una pelle di colore arancio-rossastro più intenso sulla testa e un becco scuro dalla punta gialla. Solo raramente questa forma viene considerata una sottospecie valida, poiché il becco di colorazione intermedia suggerisce un incrocio tra sottospecie.
Attualmente, quindi, vengono riconosciute 3 sottospecie di capovaccaio:
- N. p. ginginianus (Latham, 1790) (dal Nepal all'India meridionale);
- N. p. majorensis Donázar et al., 2002 (isole Canarie);
- N. p. percnopterus (Linnaeus, 1758) (Europa meridionale, Medio Oriente e Africa).

Il nome generico deriva dalla mitologia greca. Timandra era madre di Neofrone. Egipio era un amico di Neofrone e aveva circa la stessa età. Venuto a sapere dell'intesa amorosa tra la madre ed Egipio, Neofrone, meditando vendetta, fece a sua volta delle avances alla madre di Egipio, Bulide. Convinse Bulide a entrare nella camera buia dove presto si sarebbero incontrati sua madre ed Egipio. Neofrone distrasse sua madre, ed Egipio, entrato nella camera, giacque con la propria madre Bulide. Quando Bulide scoprì l'inganno, cavò gli occhi al figlio e si uccise. Egipio si rivolse agli dei per avere vendetta, e Zeus trasformò Egipio e Neofrone in avvoltoi. Percnopterus significa «ali nere», dal greco περκνóς (perknos, «nero-blu») e πτερόν (pteron, «ala»).

## Descrizione

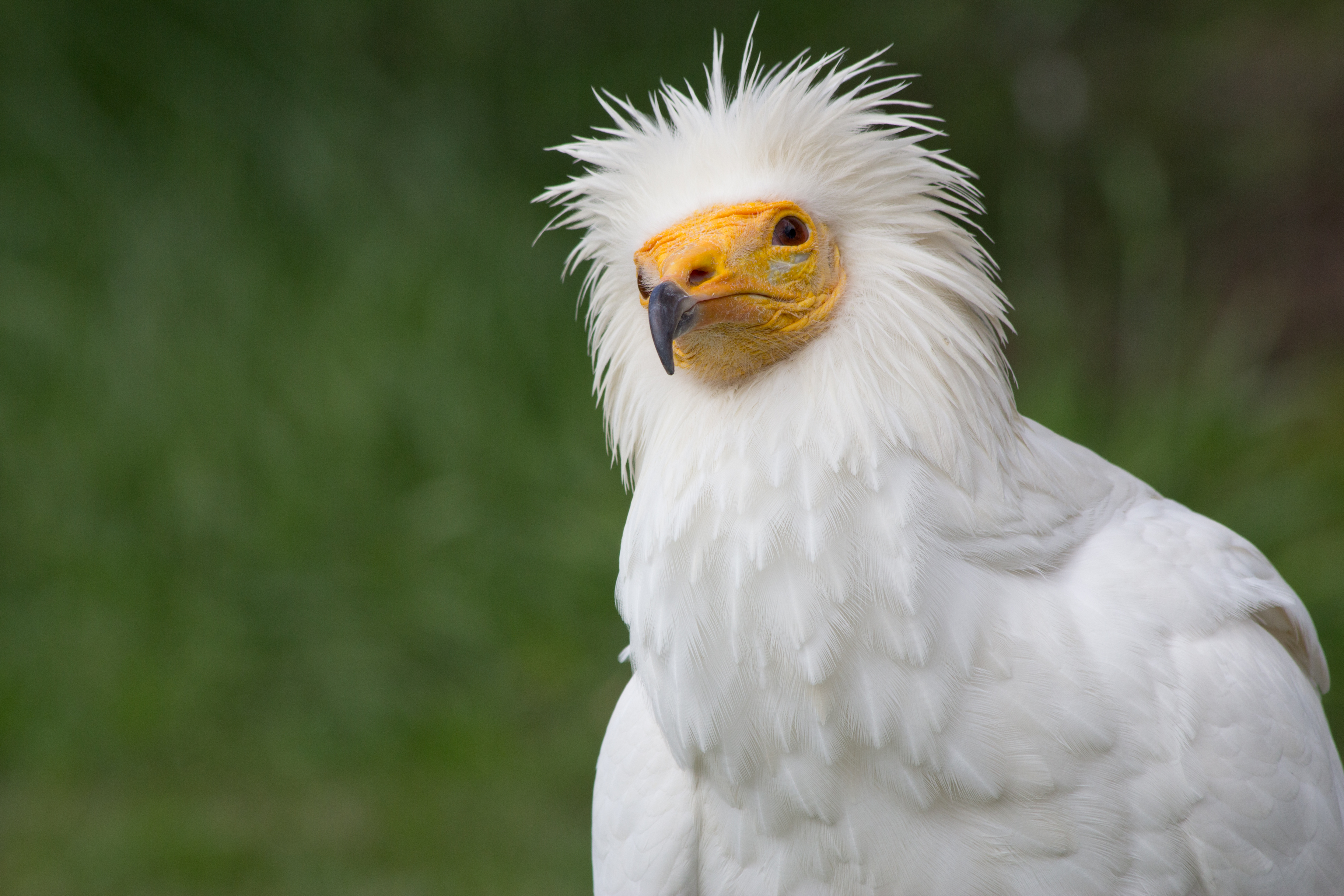
Il piumaggio bianco di un N. percnopterus adulto in cattività.

Il piumaggio dell'adulto è bianco, le ali presentano penne remiganti nere. Il piumaggio degli esemplari selvatici generalmente è sporcato da una patina color ruggine o marrone, dovuta al fango o al terreno ricco di minerali ferrosi. Gli esemplari in cattività che non hanno accesso al suolo hanno un piumaggio bianco candido.
Il becco è sottile e lungo, e la punta della mascella superiore è uncinata. Le narici sono due fessure orizzontali allungate. Le piume del collo sono lunghe e formano un pennacchio. Le ali sono appuntite, con la terza primaria più lunga; la coda ha forma di cuneo. Le zampe sono rosa negli adulti e grigie nei giovani. Gli artigli sono lunghi e diritti, e il terzo e quarto dito sono leggermente palmati alla base.
Il becco è nero nella sottospecie nominale, di colore chiaro o giallastro negli adulti della sottospecie indiana N. p. ginginianus. Rasmussen e Anderton (2005) ipotizzano che questa variazione vada ulteriormente indagata, in particolare a causa del becco dalla colorazione intermedia con la punta nera riscontrato nella presunta sottospecie N. p. rubripersonatus. La zona di pelle facciale glabra che si estende fino alla gola è gialla. I sessi hanno piumaggio identico, ma i maschi in età riproduttiva hanno la pelle facciale di un colore arancio più intenso. In media le femmine sono leggermente più grandi dei maschi e più pesanti del 10-15%. Gli esemplari giovani sono ricoperti da un piumaggio nerastro o marrone cioccolato con macchie bianche e nere. Il piumaggio adulto viene indossato dopo circa cinque anni.
| Dimensioni         |                           |
| N. p. percnopterus |                           |
| Becco              | 31–34 mm                  |
| Ala                | ♂ 470–536 mm ♀ 460–545 mm |
| Coda               | ♂ 220–251 mm ♀ 240–267 mm |
| Tarso              | 75–87 mm                  |
| Peso               | 1600-2400 g               |
| N. p. ginginianus  |                           |
| Ala                | ♂ 393–490 mm ♀ 455–505 mm |
| Coda               | 228–251 mm                |
| Tarso              | 72–85 mm                  |
| N. p. majorensis   |                           |
| Ala                | 485–554 mm                |
| Coda               | 240–285 mm                |
| Tarso              | 73,5–93 mm                |
| Peso               | 1900-2850 g               |

I capovaccai adulti misurano 47–65 cm dalla punta del becco all'estremità delle penne della coda. Nel più piccolo N. p. ginginianus i maschi misurano circa 47–52 cm e le femmine 52-55,5 cm. L'apertura alare è pari a circa 2,7 volte la lunghezza del corpo. Gli esemplari della Spagna pesano circa 1,9 kg, mentre i rappresentanti della sottospecie N. p. majorensis costituiscono un caso di gigantismo insulare e pesano in media 2,4 kg.

## Distribuzione e habitat

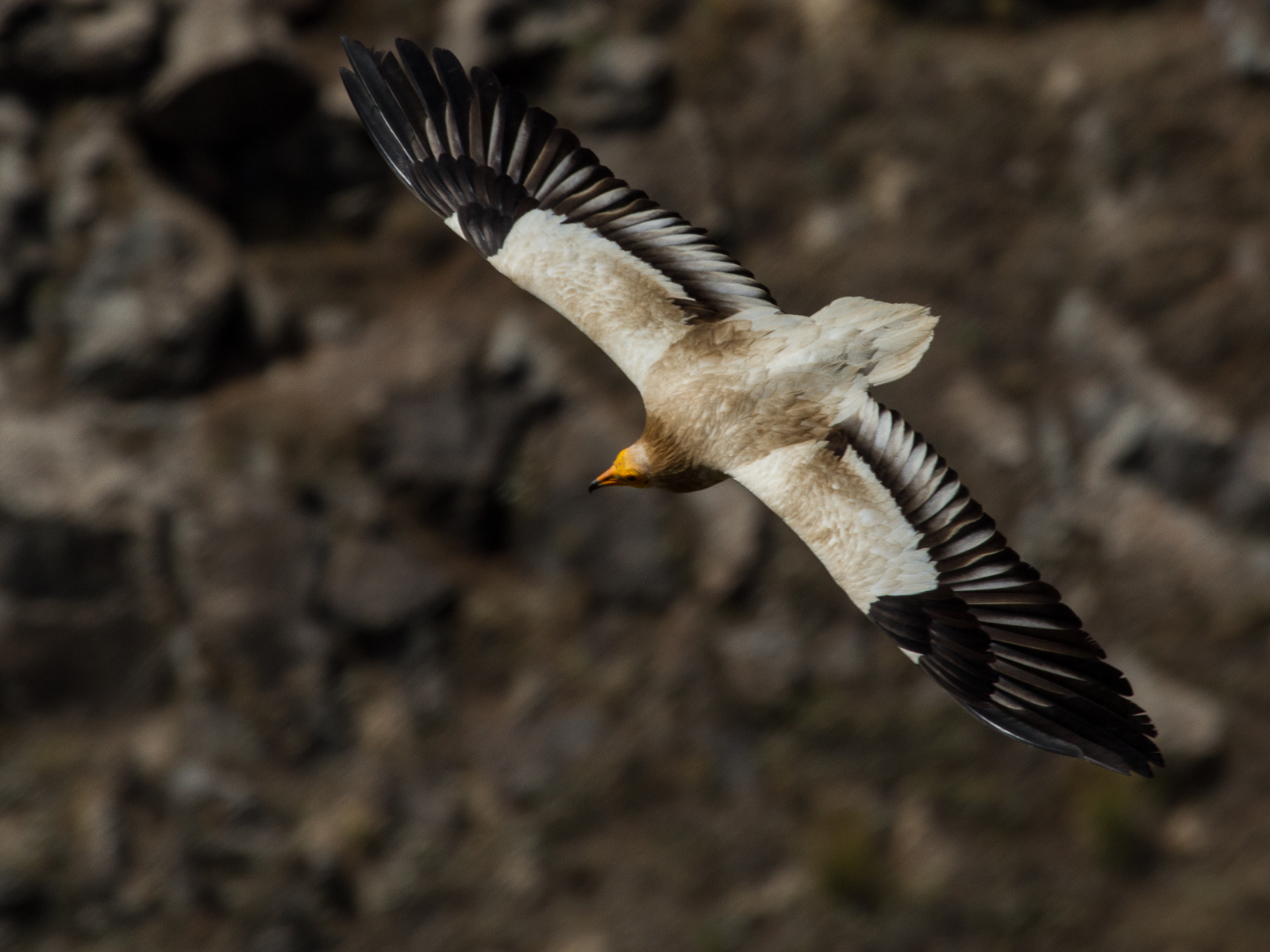
N. p. percnopterus in volo (Israele).

Il capovaccaio è presente in gran parte del Vecchio Mondo, e il suo areale di nidificazione comprende Europa meridionale, Africa settentrionale e Asia occidentale e meridionale. Raramente alcuni esemplari vaganti si spingono fino allo Sri Lanka. Vive prevalentemente nelle pianure aride e sulle colline poco elevate. Sull'Himalaya in estate può spingersi fino a circa 2000 m di quota.
Le popolazioni europee migrano in Africa in inverno. Esemplari vaganti possono spingersi verso sud fino al Sudafrica, ma fino al 1923 questa specie era solita nidificare nella regione del Transkei. Nidifica soprattutto su falesie rocciose, ma talvolta costruisce il nido anche su davanzali di alti edifici e su grossi alberi.
Come molti altri grandi migratori che volano a quote elevate, evitano spostamenti troppo lunghi sopra la superficie del mare. Gli esemplari italiani effettuano il passaggio dalla Sicilia alla Tunisia compiendo brevi spostamenti attraverso le isole di Marettimo e Pantelleria. Quelli che migrano attraverso la penisola iberica raggiungono l'Africa sorvolando lo stretto di Gibilterra, mentre altri ancora sorvolano il Levante.
Talvolta durante le migrazioni possono coprire 500 km in un solo giorno fino a raggiungere i confini meridionali del Sahara, distanti 3500–5500 km dalla loro dimora estiva. Gli esemplari giovani che non ancora in età riproduttiva possono svernare nelle praterie e nelle regioni semidesertiche del Sahel.

## Biologia

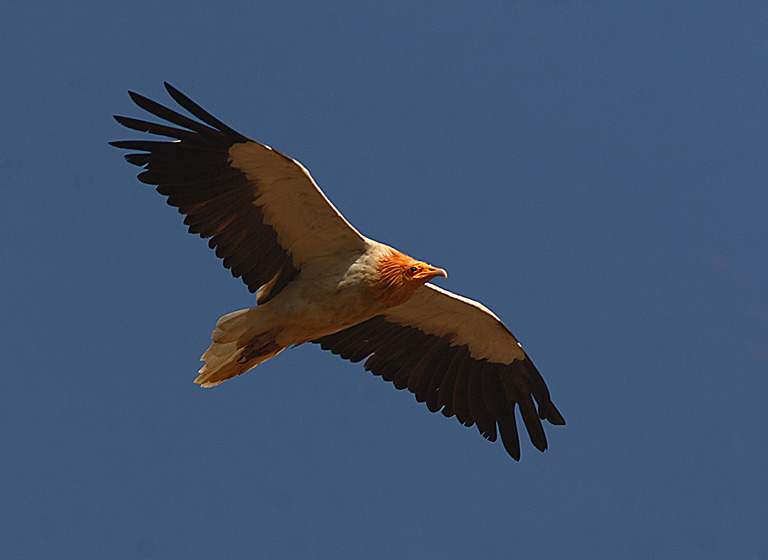
N. p. ginginianus in volo.

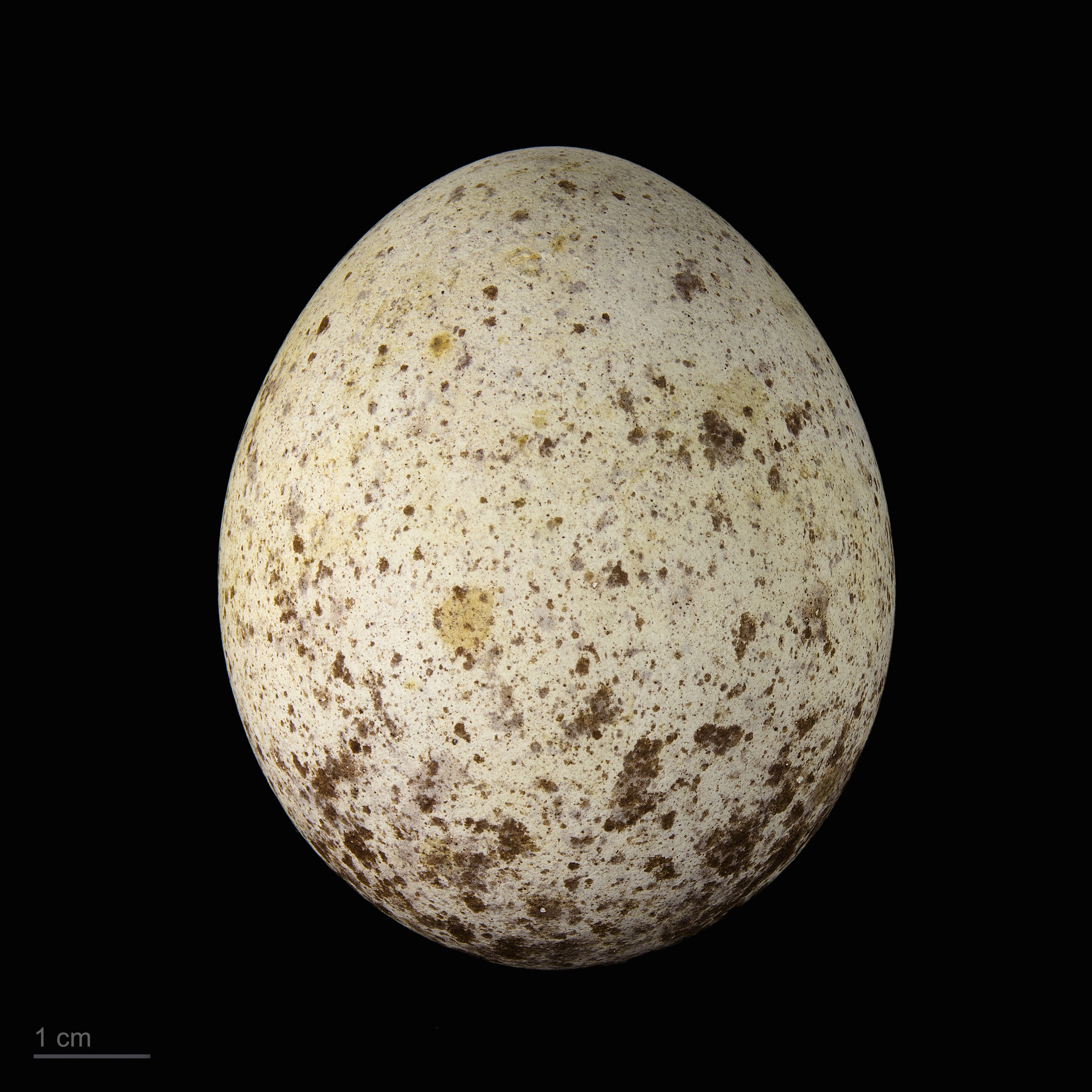
Neophron percnopterus

Il capovaccaio viene avvistato generalmente da solo o in coppia mentre si lascia sollevare dalle correnti ascensionali assieme ad altri necrofagi e rapaci, o mentre sta appollaiato sul terreno o sulla sommità di un edificio. Sul terreno si sposta con un'andatura ondeggiante. Si nutre di una vasta gamma di alimenti, compresi escrementi di mammiferi (anche quelli umani), gli insetti attratti da essi, carogne, sostanze vegetali e, talvolta, piccoli animali. Quando si unisce ad altre specie di avvoltoi attorno alla carcassa di un animale, tende a rimanere nei dintorni e aspetta che le specie più grandi lascino il campo libero. I conigli selvatici (Oryctolagus cuniculus) costituiscono una parte significativa della dieta dei capovaccai spagnoli. Gli studi suggeriscono che consumino feci di ungulati per ricavare carotenoidi, i pigmenti responsabili della colorazione gialla e arancio brillante della pelle facciale. La capacità di assimilare pigmenti carotenoidi può servire come segnale affidabile di fitness.
I capovaccai sono prevalentemente silenziosi, ma possono emettere acuti miagolii o sibili quando sono nel nido, e rumori gracchianti mentre si contendono una carogna. Gli esemplari giovani sono stati uditi fare una sorta di gracidio sibilante in volo. Emettono inoltre sibili o ringhi quando sono minacciati o irritati.
Trascorrono la notte in dormitori comunitari su grossi alberi, edifici o falesie. I siti vengono scelti generalmente nei pressi di discariche o di altre aree di foraggiamento. In Spagna i dormitori estivi sono occupati prevalentemente da esemplari immaturi. Quando decidono di stabilire il dormitorio su un albero, tendono a prediligere grandi pini morti. Il numero di adulti presso un dormitorio cresce verso giugno. Si ritiene che gli adulti riproduttori possano trovare cibo con maggior efficienza unendosi alla colonia e seguendo i consimili verso aree di foraggiamento migliori. Gli adulti riproduttori che hanno perso la covata possono congiungersi in giugno agli uccelli immaturi del dormitorio.
La riproduzione ha luogo in primavera. Agli inizi della stagione riproduttiva le coppie effettuano parate aeree che comprendono una giostra di rapide picchiate seguite da repentine risalite. Sono monogami, il legame di coppia può essere mantenuto per più di una stagione riproduttiva e lo stesso nido può essere riutilizzato ogni anno. Il nido è una rudimentale piattaforma di ramoscelli imbottita con materiali morbidi e situata sul fianco di una falesia, un edificio o la biforcazione di un grosso albero. Possono essere riadattati all'uso anche vecchi nidi di aquila. Nidi posti sul terreno sono rari, ma sono stati registrati nelle sottospecie N. p. ginginianus e N. p. majorensis. Sono stati registrati anche accoppiamenti extraconiugali con uccelli che nidificano nelle vicinanze, e forse è proprio per questo che i maschi adulti restano vicini alla femmina prima e durante la deposizione delle uova. Talvolta una femmina può associarsi a due maschi e tutti e tre gli esemplari collaborano all'allevamento della covata.
La covata tipica è composta generalmente da due uova che vengono covate a turno da entrambi i genitori. Le uova sono color rosso mattone con l'estremità maggiore fittamente punteggiata da macchioline rosse, marroni e nere.

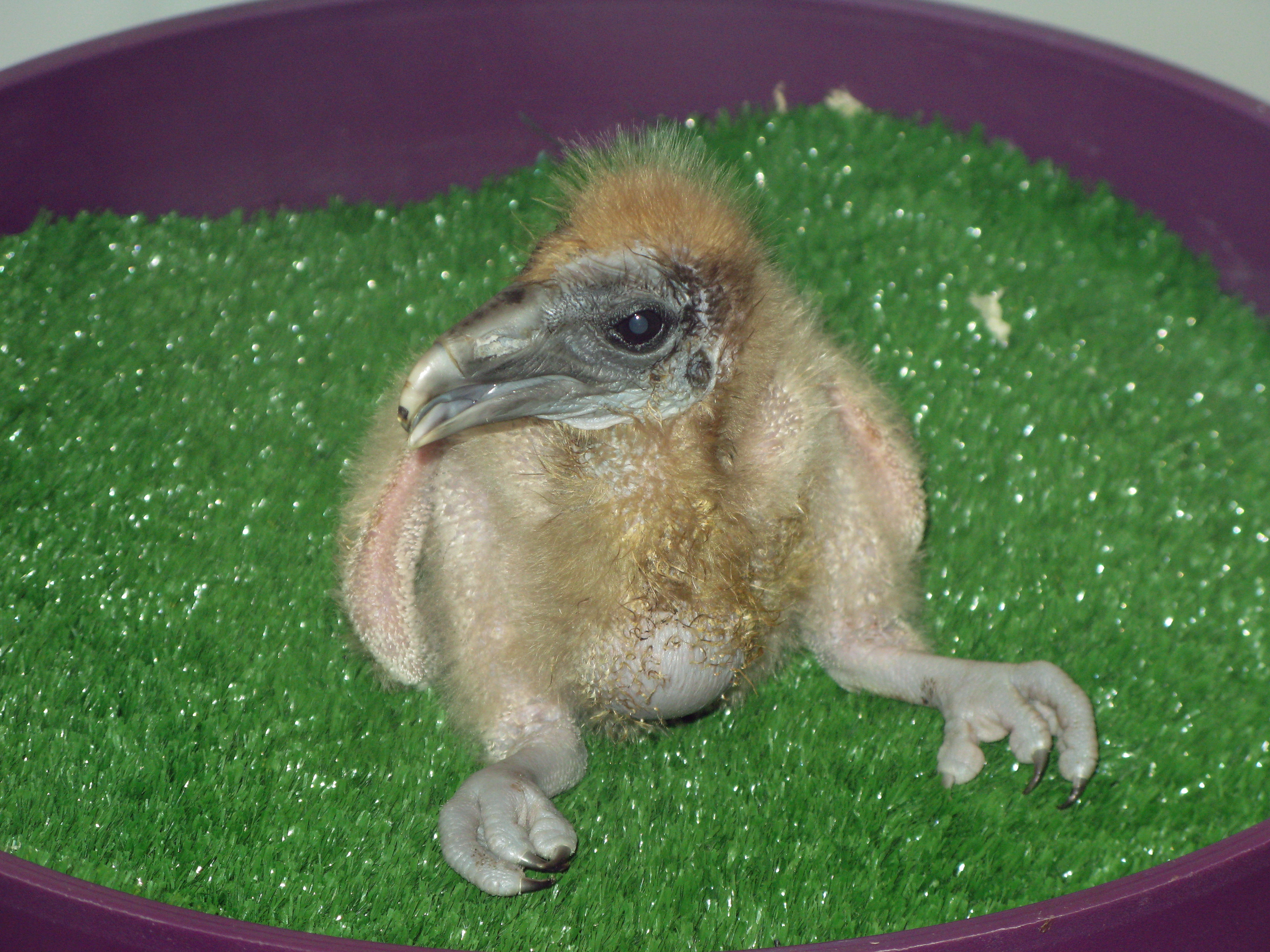
N. percnopterus di 18 giorni.

I genitori iniziano l'incubazione poco dopo la deposizione del primo uovo, e la schiusa delle uova è asincrona. Il primo si schiude dopo circa 42 giorni. Il secondo pulcino può schiudersi tre-cinque giorni dopo, e più aumenta il divario tra i due nidiacei, più è probabile che il secondo nato muoia di fame. Sulle falesie in cui i nidi sono situati uno vicino all'altro, è noto che i giovani uccelli si arrampichino fino a raggiungere i nidi vicini per elemosinare del cibo. Nella popolazione spagnola i giovani si involano e lasciano il nido dopo 90-110 giorni. Anche se in grado di volare, i giovani continuano a dipendere dai genitori per almeno un mese. Non appena hanno imparato a procurarsi il cibo da soli, volano lontano dal territorio dei genitori; giovani capovaccai sono stati rinvenuti a 500 km di distanza dal nido natio.
Gli esemplari europei di un anno di età migrano in Africa e rimangono là per almeno un anno. Un individuo nato in Francia rimase in Africa per tre anni prima di migrare verso nord in primavera. Tornati nelle aree di nidificazione, i giovani si spostano in lungo e in largo alla ricerca di buoni territori di foraggiamento e di un partner. Il piumaggio degli adulti viene indossato a partire dal quarto o quinto anno.
I capovaccai possono vivere fino a 37 anni in cattività e almeno 21 anni in natura. La probabilità di sopravvivenza in natura varia con l'età, aumentando fino all'età di 2 anni per poi scendere passati i 5. Gli uccelli più anziani hanno una probabilità di sopravvivenza annuale che varia dallo 0,75 per i non riproduttori allo 0,83 per i riproduttori.
Gli adulti in salute non hanno molti predatori, ma le attività umane possono costituire gravi minacce. Collisioni con linee elettriche, caccia, avvelenamenti intenzionali, accumulo di piombo in seguito all'ingestione dei pallini da caccia presenti nelle carcasse e accumulo di pesticidi mietono molte vittime. I nidiacei possono cadere preda di aquile reali, gufi reali e volpi rosse. Solo raramente gli adulti cercano di scacciare i predatori.
I giovani caduti dalle falesie possono essere predati da sciacalli, volpi e lupi. Come tutti gli uccelli, anch'essi sono ospiti di pidocchi degli uccelli ectoparassiti, come Aegypoecus perspicuus, nonché di organismi che vivono al loro interno come i micoplasmi.
Gli esemplari appartenenti alla sottospecie nominale, in particolare quelli presenti in Africa, sono noti per l'utilizzo di pietre come utensili. Quando un capovaccaio individua un uovo di grandi dimensioni, come quello di uno struzzo o di un'otarda, si avvicina ad esso con un grosso ciottolo nel becco e lancia il sasso facendo oscillare il collo sopra l'uovo. L'operazione viene ripetuta fino a quando l'uovo non si rompe.
Per tale scopo prediligono ciottoli arrotondati. Questo comportamento, riportato per la prima volta da Jane Goodall nel 1966, non è mai stato registrato in N. p. ginginianus. Test effettuati sia su esemplari allevati in cattività che su quelli selvatici suggeriscono che tale abilità sia innata, non appresa da altri uccelli, e viene messa in atto ogni qualvolta gli uccelli associano uova al cibo e hanno a disposizione ciottoli. In Bulgaria è stato osservato l'utilizzo di un bastoncino per arrotolare ciuffi di lana usati per foderare il nido.

## Conservazione

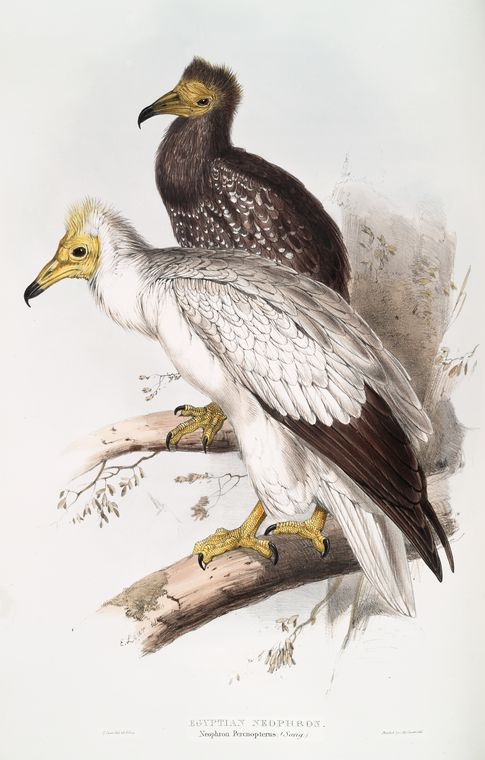
Immaturo (dietro) e adulto (da Birds of Europe di John Gould).

Le popolazioni di capovaccaio sono diminuite nella maggior parte del suo areale. In Europa e in gran parte del Medio Oriente nel 2001 il numero di esemplari si era dimezzato rispetto a quello censito nel 1980. In India il declino è stato più rapido: la popolazione è scesa ogni anno del 35% a partire dal 1999. Nel 1967-70, nell'area attorno a Delhi venne stimata una popolazione di 12.000-15.000 capovaccai, con una densità media di circa 5 coppie ogni 10 km².
La causa esatta del declino non è nota, ma si ritiene che sia da ricondurre all'utilizzo del Diclofenac, il FANS che ha causato un vero e proprio sterminio tra gli avvoltoi del genere Gyps. In Italia il numero di coppie riproduttive è sceso dalle 30 del 1970 alle 9 degli anni '90. Quasi tutti i fallimenti nella nidificazione sono stati causati da attività umane. Si stanno attuando perciò alcuni programmi di conservazione e ripopolamento con esemplari cresciuti in cattività. Attualmente, seppur in numero ancora esiguo, il capovaccaio si può trovare sulle isole e in Basilicata, Toscana, Calabria e Puglia (vi sono alcune coppie nidificanti nella gravina di Laterza). In Spagna, il paese che ospita circa il 50% della popolazione europea, il numero di esemplari è diminuito a causa di avvelenamento per accumulo di piombo, utilizzo dei pesticidi (impiegati su vasta scala specialmente per tenere sotto controllo gli sciami di locuste Schistocerca gregaria) ed elettrocuzione. Anche i parchi eolici possono costituire una minaccia. Molti capovaccai che svernano in Africa orientale rimangono uccisi da linee elettriche di alta tensione mal progettate. Inoltre, studi condotti in Spagna suggeriscono che l'assorbimento di antibiotici veterinari sopprima l'immunità innata dei capovaccai, rendendoli più inclini alle infezioni. Anche la carenza di carogne derivante dalle nuove norme per lo smaltimento degli animali morti in seguito allo scoppio dell'epidemia di encefalopatia spongiforme bovina in alcune zone d'Europa nel 2000 potrebbe aver avuto effetto su alcune popolazioni.
La popolazione di capovaccaio delle isole Canarie è rimasta isolata da quelle di Europa e Africa per un periodo significativo, il che ha portato a una certa differenziazione genetica. Il numero di esemplari presenti sulle isole è diminuito del 30% nei dieci anni intercorsi tra il 1987 e il 1998. In passato il capovaccaio era piuttosto comune alle Canarie, ed era presente nelle isole di La Gomera, Tenerife, Gran Canaria, Fuerteventura e Lanzarote. Attualmente si trova solo a Fuerteventura e Lanzarote, le isole più orientali. La popolazione totale nel 2000 fu stimata in circa 130 esemplari, comprese 25-30 coppie riproduttive. Gli uccelli insulari, per via della ridotta esposizione alle infezioni e alla bassa diversità genetica, sembrano essere più suscettibili alle infezioni a causa di una risposta immunitaria più debole. Sembra inoltre che accumulino significative quantità di piombo nutrendosi delle carcasse degli animali vittime dei cacciatori. L'effetto a lungo termine a livello subletale non è noto, sebbene sia risaputo che alteri la mineralizzazione delle ossa. Per fornire cibo sicuro ai nidificanti, si è tentato di creare «ristoranti per capovaccai», dove sono disponibili apposite carcasse. Ma questi interventi potrebbero incoraggiare altri predatori opportunisti e necrofagi a concentrarsi nel sito, tanto da costituire una minaccia per i capovaccai che nidificano nelle vicinanze.

## Il capovaccaio e l'uomo

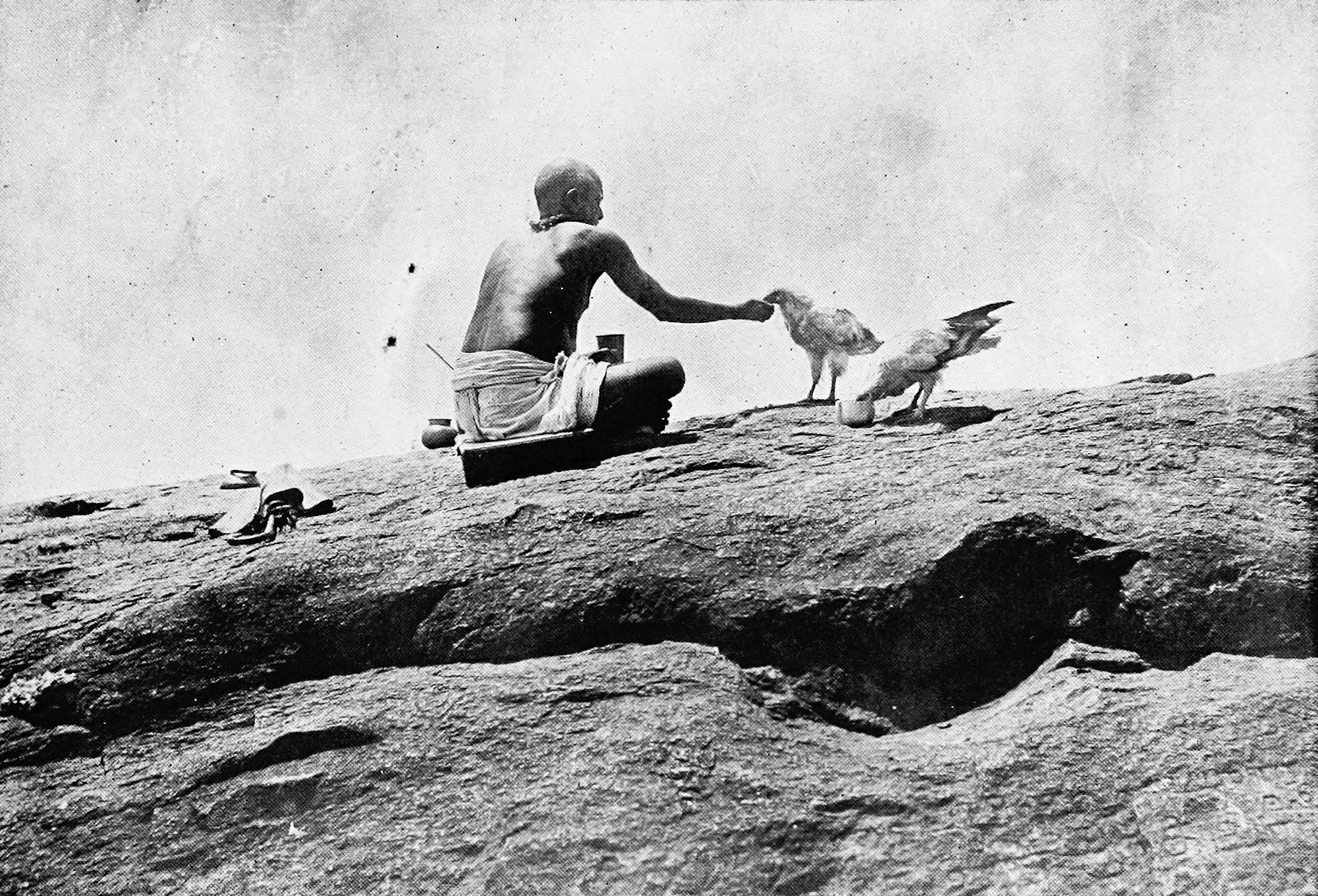
La «coppia sacra» a Thirukalukundram nel 1906.

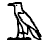
Capovaccaio nei geroglifici.

Nei geroglifici dell'antico Egitto il capovaccaio era il segno uniletterale usato per il suono glottidale ɑ. Nella Bibbia il capovaccaio viene indicato con il nome ebraico rachamah o racham, tradotto in italiano come «avvoltoio». Era considerato sacro a Iside presso gli antichi egizi. L'impiego del capovaccaio come simbolo reale nella cultura egizia e la protezione a esso concessa dai faraoni rese la specie comune nelle strade del paese, tanto che in inglese è nota anche come Pharaoh's Chicken, «pollo dei faraoni».
Un tempio dell'India meridionale a Thirukalukundram, nei pressi di Chengalpattu, era celebre per una coppia di uccelli che visitavano ripetutamente il luogo da secoli. Venivano solennemente nutriti dai sacerdoti del tempio e arrivavano prima di mezzogiorno per nutrirsi del riso, frumento, ghi e zucchero offerti dai fedeli. Di solito erano puntuali, e quando non si presentavano, la colpa veniva attribuita alla presenza di «peccatori» tra gli spettatori. Secondo la leggenda, i capovaccai (o «aquile») rappresentavano otto saggi puniti da Siva, che venivano rilasciati in coppia attraverso il susseguirsi delle epoche.
Le abitudini coprofaghe del capovaccaio gli sono valsi i nomignoli spagnoli di churretero e moñiguero, «mangiatore di sterco». I naturalisti britannici dell'India coloniale consideravano i capovaccai tra gli uccelli più ripugnanti, e la loro abitudine di nutrirsi di feci era particolarmente disprezzata.